# Дитон, Ангус
Сэр Ангус Стюарт Дитон (англ. Angus Stewart Deaton; род. 19 октября 1945 года, Эдинбург) — британо-американский экономист, нобелевский лауреат. Эмерит-профессор Принстонского университета, где преподавал более тридцати лет, член Национальной академии наук США (2015) и Американского философского общества (2014), членкор Британской академии (2001) и Королевского общества Эдинбурга (2010). Рыцарь-бакалавр с 2016 года. С марта 2017 года также профессор экономики Университета Южной Калифорнии.
Лауреат Нобелевской премии по экономике (2015) «за анализ потребления, бедности и благосостояния».

## Биография
В Кембриджском университете получил степени бакалавра (1967) и магистра искусств (1971), а также доктора философии (1974) — все по экономике.
В 1967—1968 годах работал в Банке Англии.
В 1976—1983 годах преподаватель эконометрики Бристольского университета.
В 1979—1980 годах приглашённый профессор, с 1980 года в штате Принстонского университета, с 1983 года именной профессор (Dwight D. Eisenhower Professor of International Affairs), с 2016 года эмерит.
С марта 2017 года также профессор экономики Университета Южной Калифорнии.
Сотрудничал со Всемирным банком и Gallup Organization.
В 1980-х годах редактор журнала Econometrica.
В 2009 году президент Американской экономической ассоциации, её вице-президент в 2004—2005 годах и член исполкома с 1997 по 2000 год.
Почётный фелло кембриджского Фицуильям-колледжа.
Член Американской академии искусств и наук (1992).
Фелло Эконометрического общества.
Женат на Энн Кейс, также экономисте и профессоре Принстонского университета.

## Научный вклад
Влияние дохода на ощущение счастья
Совместно с известным психологом Даниелом Канеманом открыл нелинейную зависимость субъективного ощущения счастья от величины дохода. По Дитону и Канеману, американцы замечают повышение уровня счастья от повышения дохода до достижения уровня $75 000 в год. После этой точки влияние роста благосостояния на ощущение счастья прекращается.

## Отличия
- 1978 — Frisch Medal[англ.] Эконометрического общества (первый удостоенный) за статью «Анализ потребительского спроса в Соединённом Королевстве, 1900—1970»
- 2011 — BBVA Foundation Frontiers of Knowledge Award
- 2014 — Премия Леонтьева
- 2015 — Нобелевская премия по экономике за труд по исследованию потребления, бедности и благосостояния.

Почётный доктор Университетского колледжа Лондона (2007), Сент-Эндрюсского университета (2008), Эдинбургского университета (2011), Кипрского университета (2012), а также Римского университета.